# Dariusz Prosiecki
Dariusz Prosiecki (ur. 19 sierpnia 1978 w Sanoku) – były polski dziennikarz radiowy i telewizyjny, reporter.

## Życiorys
W 1993 ukończył Szkołę Podstawową nr 4 w Sanoku. Był harcerzem sanockiego hufca ZHP. Pracował w redakcji tygodnika „Echo Sanoka”. W 1997 zdał maturę w I Społecznym Liceum Ogólnokształcącym w Sanoku. Został absolwentem Wydziału Dziennikarstwa i Nauk Politycznych Uniwersytetu Warszawskiego.
Pracę dziennikarską zaczął w lokalnej rozgłośni Radio FAN na Podkarpaciu. Następnie pracował dla RMF FM i Radia Zet. W październiku 2004 podjął pracę w stacji telewizyjnej TVN24. Po kilku miesiącach, w 2005 został reporterem „Faktów” TVN. Zajmował się głównie tematami dotyczącymi obrony, służb specjalnych i polityki. Relacjonował wiele światowych konfliktów zbrojnych m.in. wojnę w Iraku, Afganistanie, Gruzji i Kosowie. 
W październiku 2021 odszedł z Faktów TVN. Został w tym czasie Głównym Specjalistą ds. Komunikacji i Wizerunku w Polskiej Agencji Żeglugi Powietrznej. Do jego obowiązków należało m.in. budowanie relacji międzynarodowych oraz kontakty z organami Unii Europejskiej. W czerwcu 2022 odszedł z tej funkcji i został wtedy dyrektorem departamentu marketingu i komunikacji w organizacji zrzeszającej pracodawców Pracodawcy RP. W kwietniu 2024 objął stanowisko Dyrektora Biura Współpracy Międzynarodowej i Filatelistyki w Poczcie Polskiej.

## Życie prywatne
Były mąż Karoliny Hytrek-Prosieckiej (reporterka TVN24 Biznes i Świat, dyrektor ds. komunikacji profesjonalnej ligi piłkarskiej Ekstraklasa).